# Dan Greenbaum
Pour les articles homonymes, voir Greenbaum.
Dan Greenbaum, né le 12 mars 1969 à Torrance, est un joueur de volley-ball américain.

## Carrière
Dan Greenbaum participe aux Jeux olympiques de 1992 à Barcelone et remporte la médaille de bronze avec l'équipe américaine.